# Большакова, Екатерина Васильевна
Екатерина Васильевна Большакова (26 декабря 1916, Мариинск — 26 июля 1963, Алма-Ата) — советский учёный-животновод, кандидат биологических наук (1949), лауреат Сталинской премии (1950).

## Биография
Окончила Томский государственный университет в 1940 году, с 1940 по 1942 годы старший научный сотрудник Алматинского государственного природного заповедника. С 1942 года и до конца жизни работала в Академии наук Казахской ССР в институте экспериментальной биологии (ныне ЗАО «Биоген»).
В 1950 году удостоена Сталинской премии 3-й степени вместе с рядом учёных и деятелей сельского хозяйства: заведующим сектором генетики животных Н. С. Бутариным (своим мужем), заместителем директора А. И. Жандеркиным, коллегой по институту А.Исенжуловым, старшими чабанами Курмектинской экспериментальной базы Т. Каюповым и Ж. Манапбаевой и председателем колхоза «Кзыл-Ту» Кегеньского района Алма-Атинской области М. Мусралиевым. Премия присуждена за выведение новой породы тонкорунных овец «Казахский архаромеринос».
Скончалась 26 июля 1963 года, похоронена на Центральном кладбище Алма-Аты.